# Wahlenbergia ramosissima
Wahlenbergia ramosissima là loài thực vật có hoa trong họ Hoa chuông. Loài này được (Hemsl.) Thulin miêu tả khoa học đầu tiên năm 1975.